# Asyndetus crassipodus
Asyndetus crassipodus är en tvåvingeart som beskrevs av Harmston 1968. Asyndetus crassipodus ingår i släktet Asyndetus och familjen styltflugor.
Artens utbredningsområde är Kalifornien. Inga underarter finns listade i Catalogue of Life.